# Lucos tobozfülőke
A lucos tobozfülőke (Strobilurus esculentus) a kalaposgombák rendjébe sorolt szegfűgombafélék (Marasmiaceae) családjában a tobozfülőke (Strobilurus) nemzetség egyik, Magyarországon is honos faja.

## Megjelenése, felépítése
A többi, fenyőtobozból növő gombához hasonlóan apró termetű; sötét okkerbarna vagy vörösbarna kalapjának átmérője legfeljebb 3 cm. A fiatal példányok kalapja félgömb alakú; később már csak domború, illetve tompán púpos. A kalap széle finoman bordás, de csak nedvesen; kissé túlnő a trámán. A kalap felszíne sima, ritkán sugarasan ráncolt. Szürkésfehér, felkanyarodó vagy a tönkhöz nőtt lemezei sűrűn állnak.
Tönkje hengeres, karcsú (2–5 * 0,1-0,2 cm-es), sokszor hosszan gyökerező, sima vagy finoman szemcsés, a csúcsa fehér, lefelé kalapszínű lesz, a rizomorfa fehér.
Húsa vékony, fehér.
Spórája fehér, 4,5-7,5 * 3 µm-es, elliptikus, sima.

## Életmódja, termőhelye
Amint ezt neve is jelzi, lucfenyő tobozaiból nő seregesen márciustól májusig, nagyon elvétve ősszel.

## Felhasználása
Kalapja és tönkje is ehető; kellemes szagú és ízű.

## Hasonló fajok
Más tobozfülőke fajokkal:
- bordás tobozfülőke (Strobilurus stephanocystis)
- keserű tobozfülőke (Strobilurus tenacellus)

téveszthető össze, de azok nem luctobozon teremnek. Tobozon termő fajok még a toboz-fenyőfülőke (Baeospora myosura) és a kúpos kígyógomba (Mycena strobilicola), de mindkettő ősszel terem. Így hát elkülönítő bélyegei:
- tavasszal terem;
- luctobozon nő.